# タルピー
タルピー（原題 : Talpy）はイタリアのクレイアニメ、またはその主人公。
特定のストーリーはなく、変身能力を持ったタルピーが、テーマに沿ったものに次々と変形していく。
日本では、NHK教育のプチプチ・アニメの枠で5分に編集され、昭和末期から平成初頭にかけて放送された。

## エピソード
- 第1話：じどうしゃ、ひこうき、サッカー、スーパーマーケット
- 第2話：列車、つり、じてんしゃ、ゆうえんち
- 第3話：ふねのたび、とけい、サファリ、ビューティーサロン
- 第4話：うみべ、ベビーシッター、画家、おいしゃさん
- 第5話：キャンピング、スキューバダイビング、おんがく、けいさつかん
- 第6話：うちゅうひこうし、きこり、さんすう、サーカス
- 第7話：きのこがり、たいそう、ファッションショー、かんきょうたいさく
- 第8話：やまのぼり、カメラマン、カウボーイ、はいしゃさん
- 第9話：おそうじ、洗いもの、アイロンかけ、庭のていれ
- 第10話：スキー、シアター、でんきやさん、ファイアーマン
- 第11話：コックさん、パンやさん、くつやさん、したてやさん
- 第12話：北極・南極、インテリアデザイナー、カーニバル、だいくさん
- 第13話：かんとく、考古学者他（2011年10月下旬）

## スタッフ
- 監督 : 湯崎夫沙子
- 制作 : スタジオ・ユサキ